# Lakes, Alaska
Lakes är en ort (CDP) i Matanuska-Susitna Borough, i delstaten Alaska, USA. Enligt United States Census Bureau har orten en folkmängd på 8 364 invånare (2010) och en landarea på 32,5 km².